# Iwan Terentjewitsch Kleimjonow
Iwan Terentjewitsch Kleimjonow (russisch Иван Терентьевич Клеймёнов; * 30. Märzjul. / 11. April 1899greg. in Staraja Surawa, Ujesd Tambow; † 10. Januar 1938 in Moskau) war ein russischer Militäringenieur.

## Leben
Kleimjonow, Sohn eines Landarbeiters, besuchte die dreiklassige Kirchengemeindeschule in Degtjanka (Rajon Sosnowka). 1913 trat er in die vierte Klasse des Jungengymnasiums in Morschansk ein, was für einen Bauernjungen schwierig war. 1918 nach der Oktoberrevolution schloss er das Gymnasium in allen Fächern außer Literatur und Deutsch mit Auszeichnung ab.
Kleimjonow trat 1918 im beginnenden Russischen Bürgerkrieg in die Rote Armee ein. Er absolvierte in Moskau einen Artilleriekurs und ging mit dem gesamten Kurs an die Westfront. 1919 trat er in die KPdSU ein und wurde zu Agitationskursen des Allrussischen Zentralen Exekutivkomitees geschickt. Nach einem Schnellkurs an der Militärwirtschaftsakademie der Roten Armee wurde er 1920 dem Armeeversorgungsbeauftragten der Südwestfront unterstellt, bei dem er bis zum Ende des Bürgerkrieges diente. 1921 begann er das Studium an der Universität Moskau (MGU) in der mathematischen Abteilung der physikalisch-mathematischen Fakultät. 1923 wurde er auf Anordnung des Moskauer Parteikomitees zur Militärakademie für Ingenieure der Luftstreitkräfte „Prof. N. J. Schukowski“ geschickt, an der er das Studium in der Ingenieursfakultät 1928 abschloss. Nach dem Studium wurde Kleimjonow Werkstattleiter im Forschungsinstitut der Luftstreitkräfte. 1929 wurde  er an die sowjetische Handelsvertretung in Berlin versetzt (ab 1930 Vizechef der Ingenieursabteilung).
Seit 1931 organisierte Michail Nikolajewitsch Tuchatschewski ein Raketenwaffenprogramm. Im Dezember 1932 wurde Kleimjonow auf Vorschlag Nikolai Alexejewitsch Jefimows Chef des von Nikolai Iwanowitsch Tichomirow gegründeten Leningrader Laboratoriums für Gasdynamik (GDL), in dem er zusammen mit Wladimir Andrejewitsch Artemjew und Georgi Erichowitsch Langemak Feststoffraketen mit dem rauchlosen Trotyl-Pyroxylin-Pulver (unter Verwendung von Cellulosenitrat und Trinitrotoluol) entwickelte. 1933 wurde das GDL durch das Forschungsinstitut für Raketentriebwerke in Moskau ersetzt, dessen Direktor Kleimjonow wurde. Die dortigen Untersuchungen zur Entwicklung von Feststoffraketen führten zum Raketenwerfer Katjuscha, dessen erste Muster 1938 hergestellt wurden. 1937 wurden Kleimjonow und Langemak für die Entwicklung eines neuen Waffentyps für eine Regierungsauszeichnung vorgeschlagen.
Am 2. November 1937 wurden Kleimjonow und Langemak verhaftet und aufgrund des Artikels 58 des Strafgesetzbuches der RSFSR angeklagt. Am 10. Januar 1938 wurde Kleimjonow erschossen. Seine Asche wurde im ersten Grab für nichtbeanspruchte Asche neben dem Krematorium auf dem Donskoi-Friedhof beigesetzt. 1955 hob das Militärkollegium des Obersten Gerichts der UdSSR das Urteil wegen fehlender Beweise auf und rehabilitierte Kleimjonow völlig.
Kleimjonow war seit 1918 verheiratet mit Margarita Konstantinowna Lewizka (1900–2000). Sie war die Tochter des Revolutionärs Konstantin Ossipowitsch Lewizki (1868–1919) und der Verlagsarbeiterin Jewgenija Grigorjewna geborene Frenkel (1880–1961), die als eine der Ersten Michail Alexandrowitsch Scholochows Stillen Don gelesen und als Abteilungsleiterin zu dessen Veröffentlichung im Verlag Moskowski Rabotschi beigetragen hatte. Sie führte einen Briefwechsel mit Scholochow und leitete die Bibliothek des Moskauer Komitees der KPdSU bis zur Verhaftung ihres Mannes 1937. Sie war die Schwester des Arztes Sachari Grigorjewitsch Frenkel (1869–1970) und Nichte des Biochemikers und Revolutionärs Alexei Nikolajewitsch Bach.
1991 wurde I. T. Kleimjonow durch Ukas des Präsidenten der UdSSR postum als Held der sozialistischen Arbeit mit Verleihung des Leninordens geehrt ebenso wie N. I. Tichomirow, G. E. Langemak, W. N. Luschin, B. S. Petropawlowski und B. M. Slonimer.
Nach Kleimjonow wurde der Mondkrater Kleymenov benannt.